# ハイドロ (オクラホマ州)
ハイドロ（英語: Hydro）とはアメリカ合衆国オクラホマ州にある町でカドー郡とブレイン郡に跨っている。2010年国勢調査の時点で町の人口は969人だった。

## 歴史
町が成立したのは1901年8月6日で、チョクトーとガルフ鉄道の近くに整備され、当初はカドーという町名だったが同年9月に郵便局が設置されたとき、町の井戸水が豊富だったことにちなみハイドロに町名が変更された。

## 地理
ハイドロは北緯35度32分56秒 西経98度34分40秒 / 北緯35.54889度 西経98.57778度 (35.548882, -98.577762)に位置し標高は1,557ft (475 m)である。アメリカ合衆国国勢調査局によれば、全面積は0.6平方マイル(1.6 km²)で全て陸地である。

## 人口動態
2000年の国勢調査では、町には1,060人、413世帯、280家族が住んでいた。人口密度は1平方マイルあたり1,752.4人(682.1人/km²)、住居数は466軒で住居密度は1平方マイルあたり770.4軒(299.9軒/km²)だった。人種別人口構成は白人が91.32%、アフリカン・アメリカンが0.19%、ネイティブ・アメリカンが3.58%、アジア人が0.19%、太平洋諸島系が0.28%、その他の人種が1.89%、混血が2.55%、ヒスパニック・ラテン系が4.53%だった。
413世帯のうち、18歳未満の子供がいるのが31.5%、結婚・同居している夫婦が51.8%、未婚・離婚・死別女性が世帯主になっているのが10.7%、非家族世帯が32.2%、単身世帯が29.1%で、65歳以上の老人1人暮らしが11.6%だった。平均構成人数で世帯では2.42人、家族では2.98人だった。
年齢別では18歳未満が24.1%、18-24歳が9.7%、25-44歳が23.9%、45-64歳が20.8%、65歳以上が21.5%で、年齢の中央値は39歳だった。18歳以上の女性100人あたりの男性の人口は83.4人である。
町における収入の中央値は世帯で27,235米ドル、家族では31,071米ドルである。性別の収入中央値は男性が26,645米ドルで女性が17,308米ドルだった。人口1人あたりの収入は13,256米ドルで、家族の14.4%、人口の18.0%、18歳未満の23.6%、65歳以上の10.1%が貧困線以下だった。

## 著名人
- ミニー・ルー・ブラッドリー（英語版） - テキサス州最北部にあるブラッドリー・スリー・ランチの女家長でハイドロ近くの小麦農場で育った。
- ルシル・ハモンズ（英語版） - 「マザー・ロードの母」と言われる66号線の象徴的存在。ハイドロ西部にある66号線の旧道に彼女のモーテルとガソリンスタンドが残っていて、ウェザーフォード（英語版）近くに大きなレストランが併設されている現代的なレプリカがある。